# Жинко, Лука
Лу́ка Жи́нко (словен. Luka Žinko; 23 марта 1983, Любляна, СФРЮ) — словенский футболист, полузащитник.
Воспитанник футбольных школ люблянских клубов «Слован» и «Интерблок». Свою наиболее значимую часть карьеры на данный момент провёл в клубе «Домжале», в составе которого дважды (2006/07, 2007/08) становился чемпионом Словении, выигрывал Суперкубок Словении (2007). Лука дебютировал за сборную в 2004 году, также сыграл по матчу в 2007 и 2008 годах. В июле 2010 года Жинко подписал арендный контракт с пермским «Амкаром» сроком на полгода, с возможностью выкупа трансфера и продления соглашения ещё на два.
Летом 2011 года перешёл в Рудар по свободному трансферу.
В январе 2013 года подписал контракт сроком на шесть месяцев с азербайджанским клубом «Габала» с правом продления на один год. Первый гол за новую команду забил в дебютном матче против «Карабаха» (Агдам). В мае 2013 года покинул «Габалу», за которую провёл восемь матчей.
14 июня 2013 года Жинко подписал контракт с клубом китайской Суперлиги «Ханчжоу Гринтаун». Забил в дебютном матче против «Чанчунь Ятай» 6 июля 2013 года, а команда в гостях сыграла вничью 2:2.